# Krivaja, Bačka Topola
Krivaja (izvirno srbsko Криваја) je naselje v Srbiji, ki upravno spada pod Občino Bačka Topola; slednja pa je del Severnobačkega upravnega okraja.

## Demografija
V naselju živi 786 polnoletnih prebivalcev, pri čemer je njihova povprečna starost 39,2 let (38,3 pri moških in 40,3 pri ženskah). Naselje ima 351 gospodinjstev, pri čemer je povprečno število članov na gospodinjstvo 2,77.
|  |

| Demografija | Demografija     | Demografija     |
| Leto        | Št. prebivalcev | Št. prebivalcev |
| ----------- | --------------- | --------------- |
|             |                 |                 |
|             |                 |                 |
|             |                 |                 |
|             |                 |                 |
| 1948        | 897             |                 |
| 1953        | 853             |                 |
| 1961        | 848             |                 |
| 1971        | 776             |                 |
| 1981        | 682             |                 |
| 1991        | 910             | 907             |
| 2002        | 991             | 986             |
|             |                 |                 |

| Etnična sestava po popisu iz leta 2002 | Etnična sestava po popisu iz leta 2002 | Etnična sestava po popisu iz leta 2002 | Etnična sestava po popisu iz leta 2002 | Etnična sestava po popisu iz leta 2002 |
| -------------------------------------- | -------------------------------------- | -------------------------------------- | -------------------------------------- | -------------------------------------- |
| Srbi                                   | Srbi                                   |                                        | 531                                    | 53,85%                                 |
| Madžari                                | Madžari                                |                                        | 239                                    | 24,23%                                 |
| Jugoslovani                            | Jugoslovani                            |                                        | 52                                     | 5,27%                                  |
| Hrvati                                 | Hrvati                                 |                                        | 33                                     | 3,34%                                  |
| Bunjevci                               | Bunjevci                               |                                        | 9                                      | 0,91%                                  |
| Nemci                                  | Nemci                                  |                                        | 7                                      | 0,70%                                  |
| Črnogorci                              | Črnogorci                              |                                        | 4                                      | 0,40%                                  |
| Slovenci                               | Slovenci                               |                                        | 3                                      | 0,30%                                  |
| Romuni                                 | Romuni                                 |                                        | 2                                      | 0,20%                                  |
| Makedonci                              | Makedonci                              |                                        | 2                                      | 0,20%                                  |
| Neznano                                | Neznano                                |                                        | 0                                      | 0,0%                                   |